# Juan Carlos Bonache
Juan Carlos Bonache Rodríguez es un historietista, ilustrador y humorista gráfico español, Barcelona.
Trayectoria en la Revista ¡Dibus!
Bonache fue un colaborador habitual de la revista ¡Dibus!, una publicación mensual dirigida a un público joven de entre 7 y 14 años, editada por Norma Editorial. En esta revista, contribuyó con historietas y otros contenidos, incluyendo artículos y pasatiempos. Su participación en **¡Dibus!** le permitió conectar con un público infantil y juvenil, aportando su estilo humorístico y creativo.
Proyectos de Crowdfunding
Demostrando una actitud innovadora, Bonache ha utilizado plataformas de crowdfunding para financiar proyectos personales. A través de Verkami, lanzó campañas exitosas como **"Game Boy Lands"** y **"Super Games World"**, donde rindió homenaje a videojuegos clásicos mediante cómics humorísticos. Estas iniciativas reflejan su capacidad para conectar con la comunidad y explorar nuevas vías de publicación.
Diseño de Juguetes y Rol como Senior Toy Artist
Además de su labor en el cómic, Bonache ha desempeñado un papel destacado en la industria del juguete. Ha trabajado como Senior Toy Artist, participando en el diseño de líneas de juguetes reconocidas, entre las que destaca "SuperThings", Piratix o Metazells, una popular serie de figuras coleccionables que ha capturado la atención de niños y coleccionistas.

## Cómics
Infantil/Juvenil

- 2008
  - Almost Héroes: Autor completo. Parodia humorística de la serie "Héroes". 2013
  - Habitación Invadida: Cuatro duendes y una sola cama: Autor completo. Publicación derivada de su colaboración en la revista ¡Dibus! 2015
  - ¡Socorro! Somos padres primerizos: Autor completo. Cómic humorístico sobre la experiencia de ser padres primerizos.
  - Súper Zumbaos 1: ¡Los chistes más locos!: Autor completo. Recopilación de chistes ilustrados para un público juvenil. 2017
  - Norman y Mix: Ilustrador, con guion de Ismael Prego (Wismichu). Aventura humorística protagonizada por dos peculiares superhéroes.
    - ¡Socorro! Somos abuelos primerizos: Autor completo. Continuación de su obra sobre la paternidad, enfocada en la experiencia de ser abuelos.  2018
    - Super Games Land: Autor completo. Compilación de historias humorísticas basadas en juegos clásicos de Game Boy.
    - Super Games World: Autor completo. Historias de humor inspiradas en juegos de Super Nintendo.  2019
    - Norman y Mix 2: Hazte villano: Ilustrador, con guion de Ismael Prego (Wismichu). Secuela de las aventuras de Norman y Mix.
    - Kat Karateka y el Kata Club: Ilustrador, con textos de Inés Masip y Sandra Sánchez. Primera entrega de la serie "Kat Karateka", publicada por Montena.   2020
    - ¡Socorro! Soy un bebé primerizo: Autor completo. Perspectiva humorística desde el punto de vista del bebé en una familia primeriza.
    - Félix entre animales: Autor completo. Historia que narra las aventuras de un niño llamado Félix en el mundo animal.
    - L'Oleguer entre animals: Versión en catalán de "Félix entre animales".  2021
    - Kat Karateka y el gran combate: Ilustrador, con textos de Inés Masip y Sandra Sánchez. Segunda entrega de la serie "Kat Karateka".  2022
    - Kat Karateka y el jade encantado: Ilustrador, con textos de Inés Masip y Sandra Sánchez. Tercera entrega de la serie "Kat Karateka".  2023
    - Parkour Extremo 1: Sobrevive al ataque zombi: Ilustrador, con texto de Álex Segura. Aventura que combina parkour y temática zombi.   2024
    - ¿Dónde hacen pipí los peces?: Autor completo. Libro infantil que aborda de manera divertida y educativa las curiosidades del mundo marino.
    - On fan pipí els peixos?: Versión en catalán de "¿Dónde hacen pipí los peces?".